# Zodiomyces vorticellarius
Zodiomyces vorticellarius är en svampart som beskrevs av Thaxt. 1891. Zodiomyces vorticellarius ingår i släktet Zodiomyces och familjen Laboulbeniaceae.  Arten är reproducerande i Sverige. Inga underarter finns listade i Catalogue of Life.